# Mian Mian
Mián Mián (chinesisch 棉棉; * 28. August 1970 in Shànghǎi; eigentlich: chinesisch 王莘, Pinyin Wáng Shēn) ist eine chinesische Schriftstellerin.

## Leben
Mian Mian stammt aus Shanghai und beschreibt die Jugend- und Popszene des neuen China, die sie als DJ, Rock-Show- und Rave-Promoterin gut kennengelernt hat. 
Mit 16 Jahren begann sie zu schreiben. Laut einem Mediengerücht beruhe dies darauf, dass eine ihrer Freundinnen Selbstmord begangen hatte. 1997 wurden ihre ersten Kurzgeschichten in der Literaturzeitschrift 《小说界》 Xiaoshuo Jie veröffentlicht. Die vier Erzählungen 《啦啦啦》 La la la erschienen 1997 in Hongkong (auf Deutsch 2000). Ihr erster Roman 《糖》 Candy folgte im Frühjahr 2000. Beide Bücher wurden Bestseller und in mehrere Sprachen übersetzt. In der Volksrepublik China selbst waren sie jedoch schon nach kurzer Zeit nur noch als Schwarzkopien erhältlich. 
Anschließend arbeitete Mian Mian als Schauspielerin im Film Shanghai Panic (2002, chinesischer Originaltitel: 《啦啦啦我们害怕啦啦啦》), zu dem sie auch das Drehbuch verfasst hat. Auch in dem Film Xiao shuo (2006, englischsprachiger Titel: „The Obscure“) übernahm sie eine Rolle.
Wegen ihrer angeblich zweifelhaften moralischen Qualität waren Mian-Mians Bücher bis 2002 von den chinesischen Behörden zensiert, genaugenommen verboten. La La La (Übersetzung: Karin Hasselblatt) kam in Deutschland bei Kiepenheuer & Witsch in einer unzensierten und von der Autorin überarbeiteten Version heraus.
MianMian lebt in Shanghai. Ihre im Jahr 2000 geborene Tochter lebt bei ihrem Ex-Mann in Peking.

## Werke
- LaLaLa. 1997, ISBN 3-462-03182-1
- Candy. 2000, ISBN 0-316-56356-0
- Deine Nacht mein Tag. 2004, ISBN 3-462-03421-9
- Panda Sex. 2009, ISBN 3-462-04147-9